# Maria-Luiza de Bourbon-Parma
Prințesa Maria Luiza de Bourbon-Parma (17 ianuarie 1870 – 31 ianuarie 1899) a fost fiica cea mare a lui Robert I, ultimul Duce monarh de Parma. Ea a devenit prințesă consort a Bulgariei după căsătoria cu Ferdinand al Bulgariei, atunci prinț regent (care a devenit Țar după decesul ei). A fost mama Țarului Boris al III-lea al Bulgariei.

## Primii ani
Maria Luiza s-a născut la Roma în 1870 ca Maria Luisa Pia Teresa Anna Ferdinanda Francesca Antonietta Margherita Giuseppina Carolina Bianca Lucia Apollonia di Borbone-Parma, fiica cea mare a lui Robert I, Duce de Parma și a primei lui soții, Prințesa Maria Pia de Bourbon-Două Sicilii. Cuplul a avut 12 copii; câțiva dintre aceștia s-au născut cu o severă retardare mintală. Mai târziu, Ducele Robert s-a recăsătorit și a avut alți 12 copii.  
În momentul morții mamei ei, Maria Luiza care avea 12 ani, a fost dusă la Biarritz și în Elveția sub supravegherea unor guvernante britanice. Vorbea fluent cinci limbi și îi plăcea muzica și să picteze. 

## Căsătorie

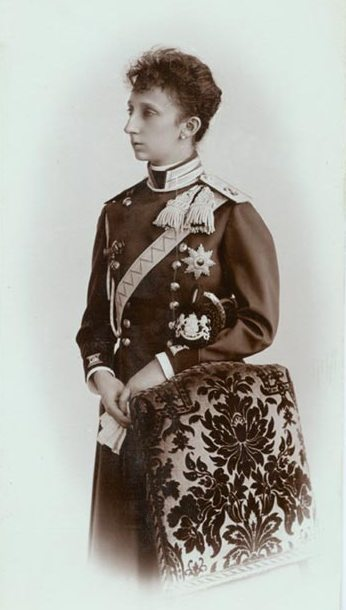
Maria Luiza, fotografie ca. 1890.

În 1892, tatăl ei i-a aranjat căsătoria cu pe atunci Prințul Bulgariei, Ferdinand de Saxa-Coburg și Gotha. Negocierile au fost conduse între Ducele Robert și mama lui Ferdinand, Prințesa Clémentine de Orléans. 
Logodna a fost celebrată la Castelul Schwartzau, reședința familiei Bourbon-Parma din Austria. Maria Luiza și Ferdinand nu se întâlniseră niciodată înainte de aceea zi. Prințesa Clémentine, care a fost prezentă, a descris-o pe viitoarea ei noră într-o scrisoare către regina Victoria ca "din nefericire nu foarte frumoasă, acesta este singurul lucru care îi lipsește; este fermecătoare, bună, foarte spirituală, inteligentă și foarte simpatică".
Nunta a avut loc la 20 aprilie 1893 la Villa Pianore din Lucca, Italia, reședința Ducelui Robert din Italia. Maria Luiza avea 23 de ani, cu nouă ani mai tânără decât Ferdinand. Nouă luni mai târziu s-a născut primul lor copil, Boris.